# 디제이맥스 모바일 (2009년)
《디제이맥스 모바일》 〈DJMAX Mobile〉 은 대한민국의 게임 개발사인 펜타비전과 엔트리브 소프트에서 합작, 개발한 모바일 음악 게임이다. 디제이맥스 테크니카와 디제이맥스 포터블 시리즈를 모바일로 이식한 게임으로서 2009년 12월 11일 티저사이트가 오픈하였다.

## 게임 정보
2009년 12월 24일 SKT 론칭을 시작으로 2010년 2월 24일 KT에, 2010년 3월 3일 LGT에 론칭되었다. 게임 플레이 방식은 두가지로 DJMAX 모드의 경우 기존의 온라인이나 포터블 시리즈와 같은 방식이며, TECHNIKA 모드는 디제이맥스 테크니카를 기반으로 하는 방식이다. DJMAX 모드에는 3키, 6키, 9키가 있다. DJMAX 모드와 TECHNIKA 모드에는 각각 미션, 서바이벌, 프리스타일 모드가 존재하고 플레이 중 실시간으로 속도조절이 가능하다.